# Netelia areoleta
Netelia areoleta är en stekelart som beskrevs av Nikam och Rao 1972. Netelia areoleta ingår i släktet Netelia och familjen brokparasitsteklar. Inga underarter finns listade i Catalogue of Life.